# Booneville (Kentucky)
Booneville é uma cidade localizada no estado americano de Kentucky, no Condado de Owsley.

## Demografia
Segundo o censo americano de 2000, a sua população era de 111 habitantes. 
Em 2006, foi estimada uma população de 150, um aumento de 39 (35.1%).

## Geografia
De acordo com o United States Census Bureau tem uma área de 
1,6 km², dos quais 1,6 km² cobertos por terra e 0,0 km² cobertos por água. Booneville localiza-se a aproximadamente 218 m acima do nível do mar.

## Localidades na vizinhança
O diagrama seguinte representa as localidades num raio de 32 km ao redor de Booneville. 